# Monument Bohdan-Khmelnytsky
Le monument Bohdan-Khmelnytsky (en ukrainien Пам'ятник Богданові Хмельницькому, Pam'iatnyk Bohdanovi Khmel'nyts'komou) est une statue équestre de Mikhaïl Mikéchine, située sur la place Sainte-Sophie de Kiev. Il représente l'hetman d'Ukraine Bohdan Khmelnytsky. 
Le monument est situé au centre de la place Sophia, sur l'axe qui relie les deux cloches de la cathédrale Sainte-Sophie au monastère Saint-Michel. Construit en 1888, c'est l'un des plus anciens monuments sculpturaux de la place.

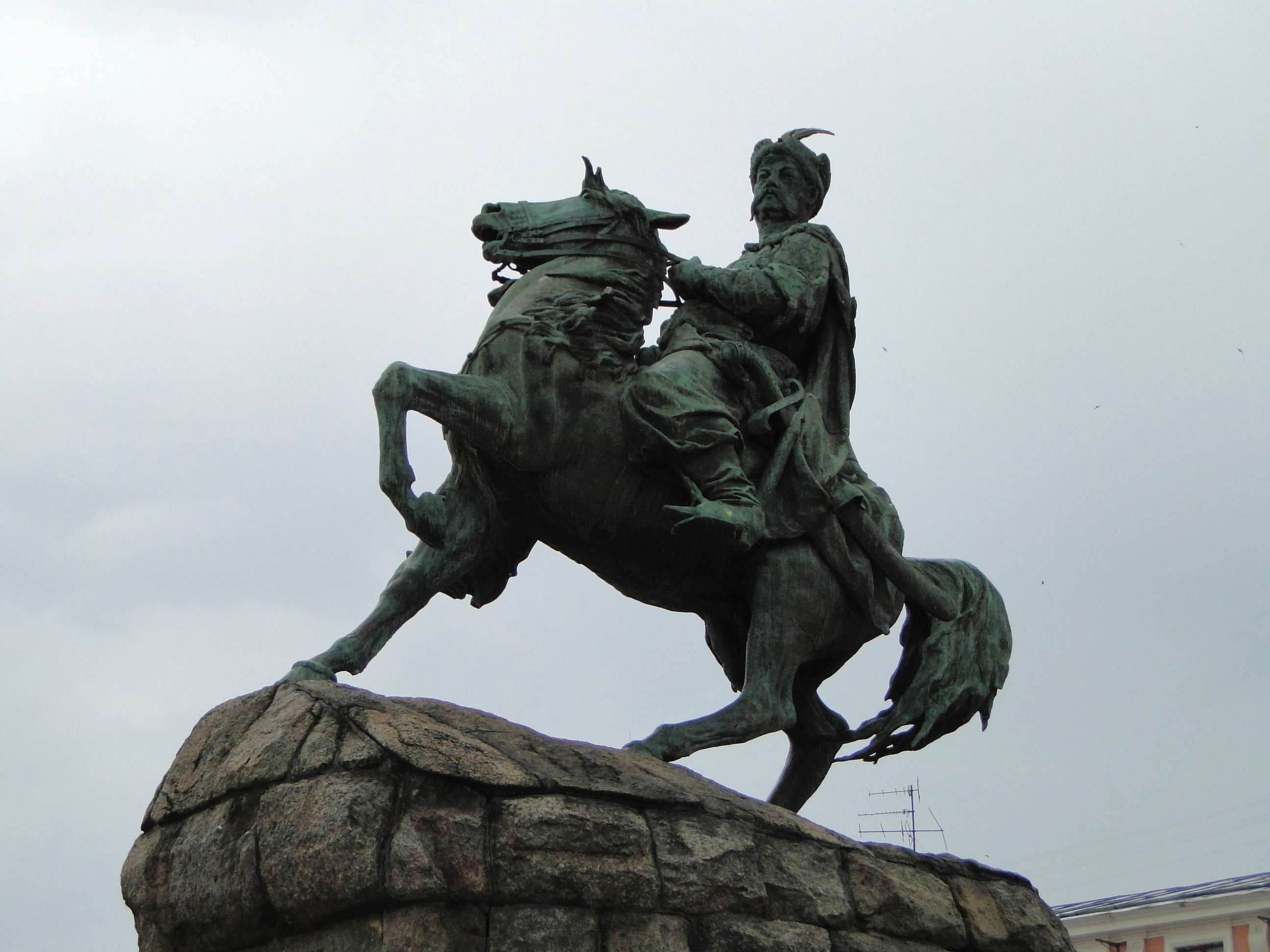
Le monument Bohdan-Khmelnytsky.

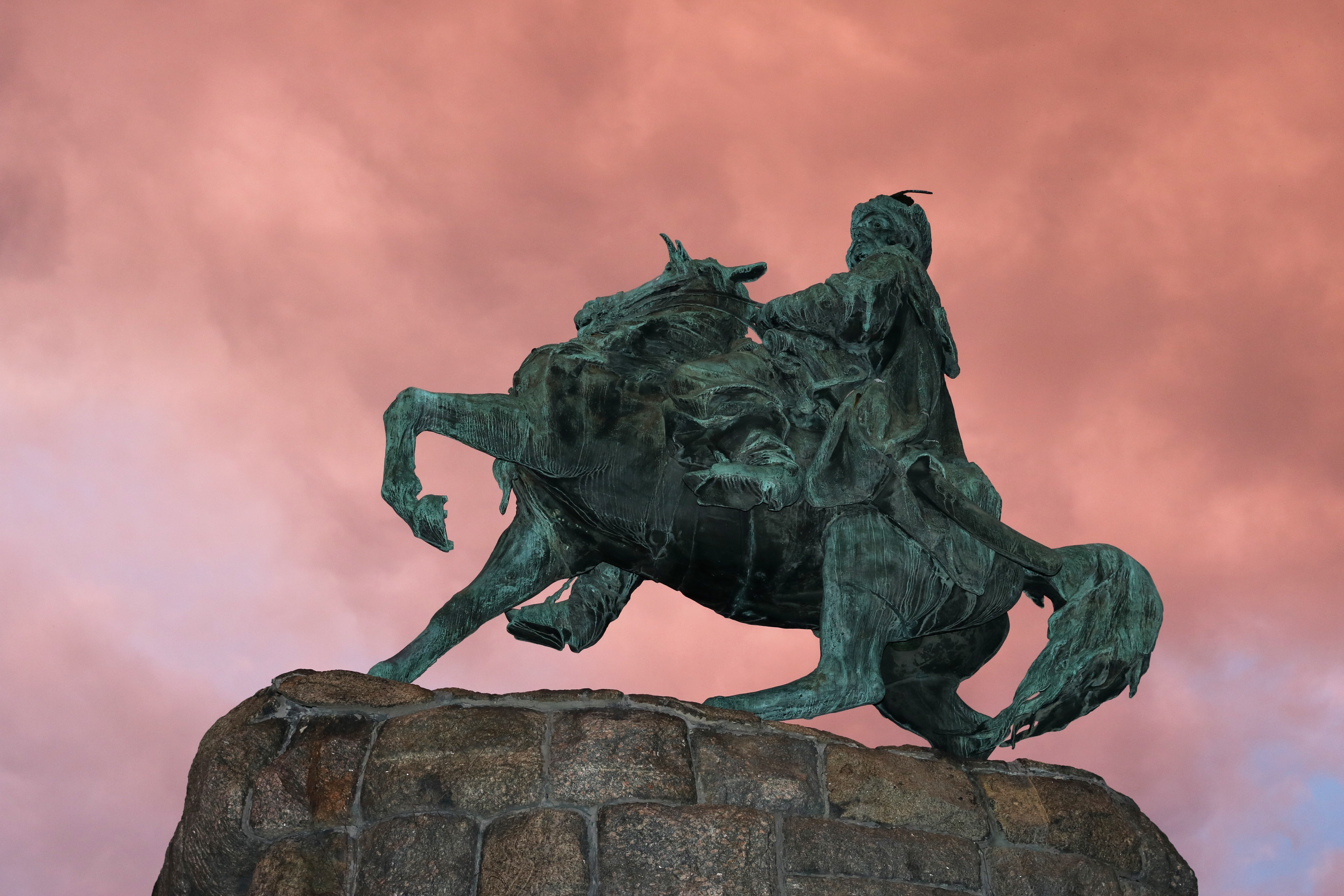
Le même avec un ciel rose et violet en fond.

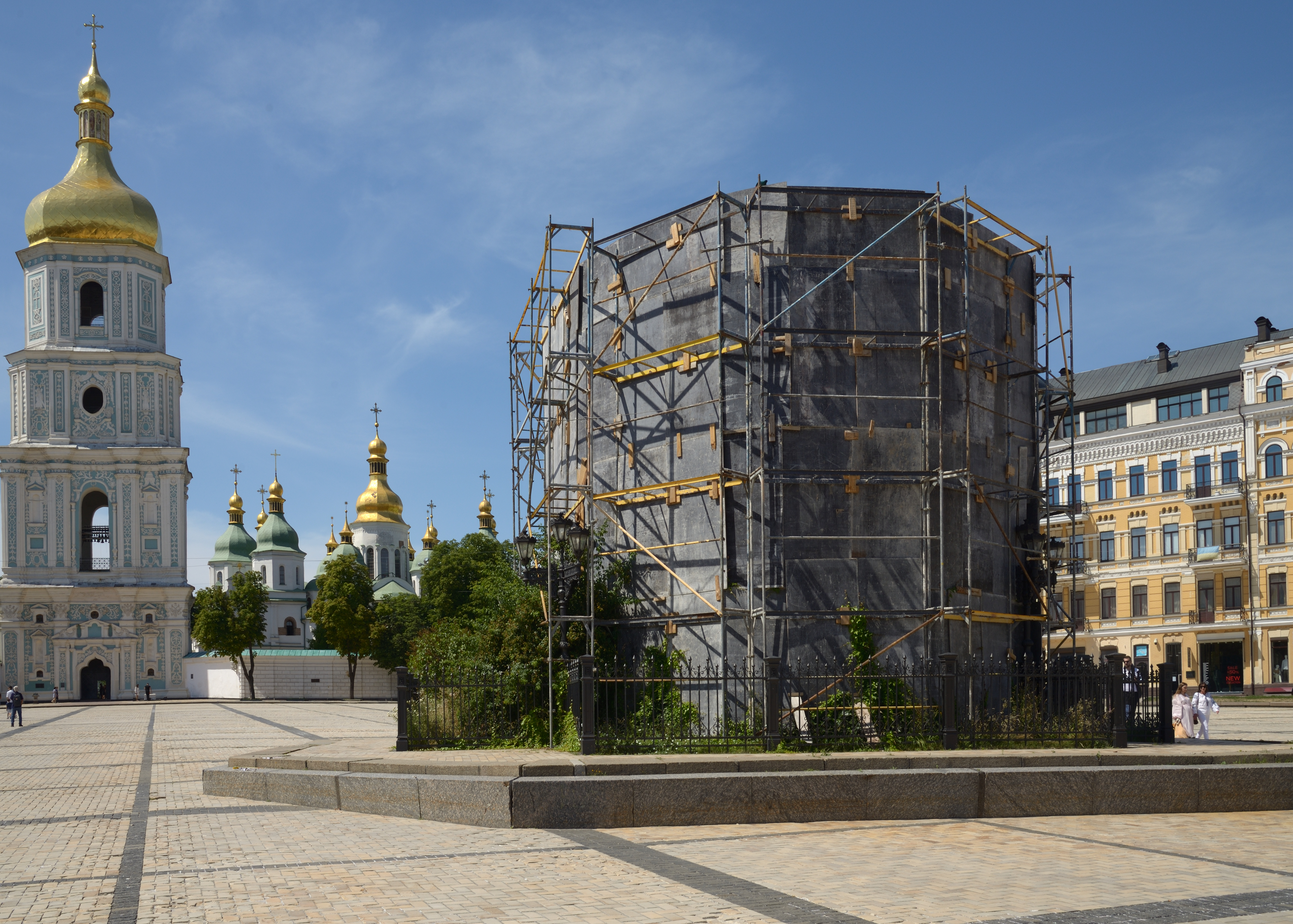
Monument protégé des bombardements russes. Juillet 2022